# 超新星体育俱乐部
超新星体育俱乐部，是位于拉脱维亚薩拉斯皮爾斯的一家足球俱乐部。

## 历史
超新星体育俱乐部于2000年成立于奧萊內，2022年搬迁至薩拉斯皮爾斯。
2021赛季，俱乐部获得拉脱维亚足球甲级联赛第三名，从而得以在2022赛季晋级拉脫維亞超級足球聯賽。
2022赛季，球队在拉脫維亞超級足球聯賽中排名垫底，但由于因财务状况不佳而退出超级联赛，球队得以在2023赛季继续参加超级联赛。
2023赛季，球队再次排名垫底，遭到降级。